# Zyklonsaison im Südwestindik 2013–2014
Die Zyklonsaison im Südwestindik 2013–2014 begann offiziell am 15. November 2013 und endete am 30. April 2014, mit Ausnahme von Mauritius und den Seychellen, wo sie erst am 15. Mai 2014 endete. Diese Daten begrenzen konventionell die Zeit des meteorologischen Jahres der Südhalbkugel, in denen sich im südwestlichen Indik die meisten tropischen Wirbelstürme bilden. Das erste tropische System bildete sich aber bereits am 8. Juli 2013.
Die tropischen Wirbelstürme in diesem Becken werden durch das Regional Specialized Meteorological Centre (RSMC) in La Réunion, Frankreich überwacht. Das Verantwortungsgebiet von Météo-France umfasst den Indischen Ozean südlich des Äquators und westlich von 90° östlicher Länge. Tropische Wirbelstürme in diesem Bereich werden Zyklone genannt. Das Joint Typhoon Warning Center (JTWC) in Honolulu beobachtet ebenfalls das Wettergeschehen in diesem Seegebiet; es gibt Sturmwarnungen aus, die sich primär an Einrichtungen der Streitkräfte der Vereinigten Staaten im Indischen Ozean richten.

## Stürme

### Tropische Störung
Am 6. Juli begann das RSMC La Réunion ein schwaches Tiefdruckgebiet, welches sich im australischen Verantwortungsbereich befand, zu beobachten. Zwei Tage später wurde das System, welches sich bereits im Verantwortungsbereich des RSMC La Réunion befand, zu einer tropischen Störung aktualisiert. Dennoch konnte sich die Störung nicht weiter verstärken und löste sich bereits am 9. Juli wieder auf.

### Tropische Depression 01R
Am 25. Oktober meldete das RSMC La Réunion, dass sich eine neue tropische Störung gebildet hat. 18 Stunden später verstärkte sich diese in eine tropische Depression. Spät am 26. Oktober erreichte das System mit Windgeschwindigkeiten von 55 km/h und einem Luftdruck von 1000 hPa seinen Höhepunkt. Am Mittag des 27. Oktober schwächte sich die Depression wieder in eine tropische Störung ab und löste sich sechs Stunden später auf.

### Intensiver Tropischer Zyklon Amara
Am 14. Dezember meldete das RSMC La Réunion die Bildung einer tropischen Störung, die sich im östlichen Verantwortungsbereich befand. 18 Stunden später intensivierte sich diese in eine tropische Depression. Am Abend des 16. Dezember stufte das RSMC La Réunion die Depression zu einem Moderaten tropischen Sturm herauf und nannte diesen Amara. Das Joint Typhoon Warning Center (JTWC) begann zur selben Zeit das System zu beobachten und aktualisierte es zu einem tropischen Sturm, der die Bezeichnung 03S bekam. Um Mitternacht am 18. Dezember intensivierte sich Amara weiter und wurde vom RSMC La Réunion zu einem Schweren tropischen Sturm heraufgestuft. Sechs Stunden später folgte die Aktualisierung zu einem tropischen Zyklon. Der Sturm erreichte in der Nacht zum 19. Dezember mit 10-minütigen Windgeschwindigkeiten von 185 km/h und einem Luftdruck von 944 hPa seinen ersten Höhepunkt als ein Intensiver tropischer Zyklon. 12 Stunden nach seinem Höhepunkt schwächte sich Amara jedoch wieder in einen tropischen Zyklon ab. Der Sturm konnte sich jedoch reintensivieren und das RSMC La Réunion stufte Amara am 20. Dezember erneut zu einem Intensiven tropischen Zyklon herauf. Früh am folgenden Tag erreichte der Zyklon mit Windgeschwindigkeiten von rund 205 km/h und einem Luftdruck von 933 hPa seinen zweiten Höhepunkt. Nach seinem Höhepunkt hielt der Sturm noch für 24 Stunden den Status als ein Intensiver tropischer Zyklon, bis er sich früh am 22. Dezember in einen tropischen Zyklon abschwächte. Amara schwächte sich rasch weiter ab und wurde sechs Stunden später vom RSMC La Réunion zu einem Schweren tropischen Sturm herabgestuft. Weitere sechs Stunden später folgte die Herabstufung zu einem Moderaten tropischen Sturm. Am Nachmittag des 23. Dezember schwächte sich Amara in eine tropische Depression ab und das RSMC La Réunion veröffentlichte seine letzte Warnung.

### Sehr Intensiver Tropischer Zyklon Bruce
Am Abend des 19. Dezember überquerte der im australischen Verantwortungsbereich entstandene Zyklon Bruce den 90. Grad östlicher Länge und zog so in den Verantwortungsbereich des RSMC La Réunion. Sechs Stunden später verstärkte sich der Sturm in einen Intensiven tropischen Zyklon. Bruce setzte seine rapide Intensivierung weiter fort und das RSMC La Réunion stufte den Sturm spät am 20. Dezember zu einem Sehr intensiven tropischen Zyklon herauf, der andauernde Windgeschwindigkeiten von 220 km/h und einen Luftdruck von 915 hPa besaß. Am nächsten Tag schwächte sich Bruce ein wenig ab und das RSMC La Réunion stufte den Sturm am Mittag zu einem Intensiven tropischen Zyklon herab. Um Mitternacht am 22. Dezember konnte sich Bruce jedoch in einen Sehr intensiven tropischen Zyklon reintensivieren und erreichte seinen Höhepunkt mit andauernden 10-minütigen Windgeschwindigkeiten von rund 230 km/h und einem Luftdruck von 912 hPa. Diesen Status konnte der Sturm allerdings nicht lange halten und schwächte sich 12 Stunden später wieder in einen Intensiven tropischen Zyklon ab. Bruce verlor am folgenden Tag immer mehr Konvektion, was das RSMC La Réunion dazu veranlasste das System in einen tropischen Zyklon herabzustufen. Sechs Stunden später schwächte sich Bruce in einen Schweren tropischen Sturm ab. Früh am 24. Dezember erklärte das RSMC La Réunion den Sturm als außertropisch. 12 Stunden später wurde die letzte Warnung zu dem System herausgegeben.

### Intensiver Tropischer Zyklon Bejisa
Am 28. Dezember meldete das RSMC La Réunion, dass sich nordöstlich von Madagaskar, in der Nähe der Farquhar-Gruppe, eine tropische Störung gebildet hat. 12 Stunden später verstärkte sie sich in eine tropische Depression. Früh am 29. Dezember begann auch das Joint Typhoon Warning Center (JTWC) das System zu beobachten und stufte es zu einem tropischen Sturm herauf, der die Identifikation 06S erhielt. Das Tiefdruckgebiet erreichte im Laufe des Tages Windgeschwindigkeiten von 75 km/h und wurde somit zu einem Moderaten tropischen Sturm aktualisiert, der den Namen Bejisa erhielt. Früh am 30. Dezember intensivierte sich das System in einen Schweren tropischen Sturm. Bejisa entwickelte sich rapide und wurde bereits sechs Stunden später vom RSMC La Réunion zu einem tropischen Zyklon heraufgestuft. Weitere sechs Stunden später erfolgte die Aktualisierung zu einem Intensiven tropischen Zyklon. Allerdings konnte der Sturm diesen Status nicht lange halten und schwächte sich am Mittag des 31. Dezember wieder in einen tropischen Zyklon ab. Bejisa zog am Neujahrstag Richtung Süden östlich an Madagaskar entlang und konnte ihre Intensität halten. Der Sturm zog am 2. Januar mit andauernden 10-minütigen Windgeschwindigkeiten von rund 150 km/h direkt westlich an Réunion vorbei. Am Morgen des folgenden Tages schwächte sich der Zyklon südlich von Réunion in einen Schweren tropischen Sturm ab. Bejisa setzte am 4. Januar ihre Abschwächung fort und wurde zu einem Moderaten tropischen Sturm herabgestuft. Sechs Stunden später konnte sich das System allerdings reintensivieren und das RSMC La Réunion stufte Bejisa erneut zu einem Schweren tropischen Sturm herauf. Am Mittag des 5. Januar degenerierte der Sturm zu einem außertropischen Tiefdruckgebiet. 24 Stunden später gab das RSMC La Réunion die letzte Warnung heraus.
Das Auge des Zyklons zog am 2. Januar etwa 15 km westlich an Réunion vorbei. Bejisa sorgte auf der Insel für hohe Wellen und starke Regenfälle, welche zu Überflutungen führten. Zeitweise waren 200.000 Menschen ohne Strom und Wasser. Eine Person wurde getötet, 15 weitere wurden verletzt.

### Tropische Depression 05R
Am Mittag des 8. Januar begann das RSMC La Réunion mit der Beobachtung einer Zone gestörten Wetters in der Straße von Mosambik. 18 Stunden später verstärkte sich das System in eine tropische Depression. Im Laufe des Tages zog sie Richtung Südosten, streifte die Küste von Madagaskar und degenerierte am 10. Januar zu einem außertropischen Tiefdruckgebiet. Früh am folgenden Tag veröffentlichte das RSMC La Réunion die letzte Warnung zu dem System.

### Intensiver Tropischer Zyklon Colin
Am 9. Januar überquerte ein im australischen Verantwortungsbereich entstandenes tropisches Tief den 90. Grad östlicher Länge und das RSMC La Réunion begann Warnungen zu dem System herauszugeben und stufte es als eine tropische Störung ein. Sechs Stunden später verstärkte sich diese in eine tropische Depression. Das Joint Typhoon Warning Center (JTWC) begann am Abend desselben Tages ebenfalls das System zu beobachten und stufte es zu einem tropischen Sturm herauf, der die Bezeichnung 08S bekam. Früh am 10. Januar aktualisierte das RSMC La Réunion das System zu einem Moderaten tropischen Sturm und nannte ihn Colin. 30 Stunden später verstärkte sich Colin in einen Schweren tropischen Sturm und weitere sechs Stunden später in einen tropischen Zyklon. Am Abend des 11. Januar setzte der Sturm seine rasche Intensivierung fort und wurde vom RSMC La Réunion zu einem Intensiven tropischen Zyklon heraufgestuft. Früh am folgenden Tag erreichte Colin seinen Höhepunkt mit andauernden Windgeschwindigkeiten von rund 185 km/h und einem Luftdruck von 930 hPa. Allerdings schwächte sich der Sturm noch am selben Tag wieder in einen tropischen Zyklon ab. Am Morgen des 13. Januar löste sich das Auge des Zyklons weitgehend auf, sodass das RSMC La Réunion Colin zu einem Schweren tropischen Sturm herabstufte. Um Mitternacht am 14. Januar schwächte sich Colin in einen Moderaten tropischen Sturm ab und degenerierte später am selben Tag zu einem außertropischen Tiefdruckgebiet. Früh am 15. Januar veröffentlichte das RSMC La Réunion die letzte Warnung zu dem System.

### Moderater Tropischer Sturm Deliwe
Am 16. Januar begann das RSMC La Réunion Warnungen zu einer tropischen Störung herauszugeben, die sich wenige Kilometer westlich von Morondava, Madagaskar gebildet hat. Drei Stunden später begann auch das Joint Typhoon Warning Center (JTWC) mit der Beobachtung des Systems und stufte es zu einem tropischen Sturm herauf, der die Identifikation 09S erhielt. Bereits sechs Stunden später verstärkte sich die Störung laut RSMC La Réunion in einen Moderaten tropischen Sturm, der den Namen Deliwe erhielt. Am Morgen des 17. Januar erreichte der Sturm mit andauernden Windgeschwindigkeiten von 85 km/h und einem Luftdruck von 992 hPa seinen Höhepunkt. Allerdings schwächte sich Deliwe rapide ab und war bereits 12 Stunden später nur noch eine tropische Depression. Früh am 18. Januar gab das RSMC La Réunion die letzte Warnung zu dem System heraus.

### Tropische Störung 08R
Früh am 18. Januar meldete das RSMC La Réunion die Bildung einer tropischen Störung, die sich südwestlich der Agalega-Inseln befand. Bereits sechs Stunden später wurde die letzte Warnung veröffentlicht, als das RSMC La Réunion feststellte, dass sich die Störung nicht intensivieren konnte.

### Tropische Störung 09R
Am Mittag des 28. Januar begann das RSMC La Réunion eine tropische Störung zu beobachten, die sich wenige Kilometer südöstlich von Nacala, Mosambik befand. Das System zog im Laufe des Tages Richtung Südwesten ohne sich signifikant zu intensivieren. Früh am 29. Januar veröffentlichte das RSMC La Réunion die letzte Warnung zu der Störung, als sie sich östlich von Quelimane, Mosambik, befand.

### Schwerer Tropischer Sturm Edilson
Früh am 4. Februar meldete das RSMC La Réunion, dass sich in der Nähe der Cargados-Carajos-Inseln eine tropische Störung gebildet hat. Sechs Stunden später verstärkte sich das System in eine tropische Depression. In der Nacht zum folgenden Tag erkannte das RSMC La Réunion, dass das System Sturmstärke erreicht hat und stufte es deshalb zu einem Moderaten tropischen Sturm herauf, der den Namen Edilson erhielt. Drei Stunden später aktualisierte auch das Joint Typhoon Warning Center (JTWC) das Tiefdruckgebiet zu einem tropischen Sturm, der die Identifikation 13S bekam. Edilson verstärkte sich im Laufe des Tages weiter und erreichte früh am 6. Februar den Status eines Schweren tropischen Sturms. Am Abend desselben Tages erreichte der Sturm mit 10-minütigen Windgeschwindigkeiten von rund 100 km/h seinen Höhepunkt. Danach schwächte sich Edilson rasch ab und wurde am 7. Februar zu einem Moderaten tropischen Sturm herabgestuft. Der Sturm degenerierte später zu einem außertropischen Resttief, sodass das RSMC La Réunion in der Nacht zum 8. Februar die letzte Warnung zu dem System herausgab.

### Schwerer Tropischer Sturm Fobane
Früh am 6. Februar begann das RSMC La Réunion eine tropische Störung zu beobachten, die sich südsüdwestlich von Diego Garcia gebildet hat. 12 Stunden später verstärkte sich diese in eine tropische Depression. Am Abend desselben Tages begann auch das Joint Typhoon Warning Center (JTWC) das System zu beobachten und klassifizierte es als tropischen Sturm, der die Bezeichnung 14S bekam. Zunächst konnte sich die Depression nicht sonderlich intensivieren, sodass sie bei diesem Status blieb. Um Mitternacht am 8. Februar hatte sich das System jedoch genug intensiviert, um vom RSMC La Réunion zu einem Moderaten tropischen Sturm aktualisiert zu werden, der den Namen Fobane erhielt. Danach verstärkte sich Fobane rapide und wurde nur 12 Stunden danach zu einem Schweren tropischen Sturm heraufgestuft. Der Sturm erreichte am Mittag des 9. Februar mit andauernden 10-minütigen Windgeschwindigkeiten von 110 km/h seinen Höhepunkt. Früh am folgenden Tag schwächte sich Fobane in einen Moderaten tropischen Sturm ab. Sechs Stunden später meldete das RSMC La Réunion, dass der Sturm zu einer subtropischen Depression degenerierte. Fobane erreichte am 12. Februar ihren Höhepunkt als eine subtropische Depression. Das RSMC La Réunion veröffentlichte seine letzte Warnung am nächsten Tag.

### Schwerer Tropischer Sturm Guito
Früh am 18. Februar meldete das RSMC La Réunion, dass sich wenige Kilometer südöstlich von Angoche, Mosambik eine tropische Störung gebildet hat. Sechs Stunden später intensivierte sich diese in eine tropische Depression. Zum selben Zeitpunkt begann auch das Joint Typhoon Warning Center (JTWC) das System zu beobachten und stufte es zu einem tropischen Sturm herauf, der die Identifikation 15S erhielt. Als die Depression begann sich Richtung Süden zu bewegen, stellte das RSMC La Réunion fest, dass sie die Stärke eines Moderaten tropischen Sturmes erreicht hat und vergab deshalb den Namen Guito. Der Sturm entwickelte sich rapide und wurde nur 12 Stunden später zu einem Schweren tropischen Sturm aktualisiert. Früh am 20. Februar erreichte Guito seinen Höhepunkt mit andauernden Windgeschwindigkeiten von rund 110 km/h und einem Luftdruck von 977 hPa. Der Sturm zog im Laufe des Tages weiter Richtung Süden und schwächte sich am folgenden Tag in einen Moderaten tropischen Sturm ab. 12 Stunden später degenerierte Guito zu einem außertropischen Tiefdruckgebiet. Das RSMC La Réunion gab am Nachmittag des 22. Februar die letzte Warnung zu dem System heraus.

### Subtropische Depression 13R
Am Mittag des 27. Februar begann das RSMC La Réunion mit der Beobachtung einer subtropischen Depression, die sich etwa 725 km südöstlich von Durban, Südafrika befand. 12 Stunden später erreichte das System mit andauernden Windgeschwindigkeiten von 65 km/h und einem Luftdruck von 996 hPa seinen Höhepunkt. Am Nachmittag des 28. Februar gab das RSMC La Réunion die letzte Warnung heraus.

### Sehr Intensiver Tropischer Zyklon Hellen
Am 27. März begann das RSMC La Réunion eine tropische Störung zu beobachten, die sich an der Küste von Mosambik, wenige Kilometer nordnordöstlich von Pemba, befand. 30 Stunden später verstärkte sich das System in eine tropische Depression. Am Abend des 28. März begann auch das Joint Typhoon Warning Center (JTWC) mit der Beobachtung des Systems und gab diesem die Bezeichnung 21S. In der Nacht zum folgenden Tag erreichte das Tiefdruckgebiet die Stärke eines Moderaten tropischen Sturms und erhielt den Namen Hellen. Im Verlauf des 29. März begann das System eine rapide Intensivierung und verstärkte sich zunächst in einen Schweren tropischen Sturm. Sechs Stunden später erreichte Hellen die Intensität eines tropischen Zyklons. Am Morgen des 30. März aktualisierte das RSMC La Réunion den Sturm zu einem Intensiven tropischen Zyklon. Im Laufe desselben Tages erreichte Hellen mit andauernden 10-minütigen Windgeschwindigkeiten von rund 230 km/h und einem Luftdruck von 925 hPa ihren Höhepunkt als ein Sehr intensiver tropischer Zyklon. Bereits ein paar Stunden später wurde das System allerdings wieder zu einem Intensiven tropischen Zyklon herabgestuft. Am Vormittag des 31. März ging der Sturm, der sich inzwischen in einen tropischen Zyklon abgeschwächt hat, mehrere Kilometer westlich von Mahajanga, Madagaskar an Land. Hellen zog im Laufe desselben Tages weiter ins Landesinnere und wurde zu einer Depression über Land herabgestuft. Früh am 1. April veröffentlichte das RSMC La Réunion seine letzte Warnung zu dem System.

### Schwerer Tropischer Sturm Ivanoe
Früh am 4. April meldete das RSMC La Réunion die Bildung einer tropischen Störung, die sich etwa 1150 km südöstlich von Diego Garcia befand. Bereits sechs Stunden später intensivierte sich die Störung in eine tropische Depression. Zum selben Zeitpunkt stufte das Joint Typhoon Warning Center (JTWC) das System zu einem tropischen Sturm herauf, der die Identifikation 22S erhielt. Die Depression wurde am Morgen des 5. April zu einem Moderaten tropischen Sturm aktualisiert, der den Namen Ivanoe bekam. Im Laufe des Tages konnte sich das System weiter verstärken, weshalb es in der Nacht zum 6. April zu einem Schweren tropischen Sturm heraufgestuft wurde, der andauernde Windgeschwindigkeiten von rund 95 km/h und einen Luftdruck von 980 hPa besaß. Sechs Stunden später degenerierte Ivanoe zu einem außertropischen Tiefdruckgebiet. Noch am selben Tag gab das RSMC La Réunion seine letzte Warnung zu dem Sturm heraus.

## Sturmnamen
Tropische Wirbelstürme erhalten in diesem Becken einen Namen, sofern sie mindestens die Stärke eines Moderaten tropischen Sturmes erreichen. Wenn ein System diese Stärke westlich von 55° östlicher Länge erreicht, wird der Name durch das Sub-Regional Tropical Cyclone Advisory Centre in Madagaskar zugewiesen; erreicht der Sturm diese Stärke zwischen 55° und 90° östlicher Länge ist das Regional Tropical Cyclone Advisory Centre in Mauritius für die Namensvergabe zuständig. Neue Namenslisten werden jedes Jahr herausgegeben, weswegen von der Liste der Namen tropischer Wirbelstürme keine Namen gestrichen werden. Die Namensliste für die Zyklonsaison im Südwestindik 2013–2014 wurde durch Météo-France im September 2012 bekanntgegeben. Die folgenden Namen wurden für benannte Stürme benutzt:
Amara, Bejisa, Colin, Deliwe, Edilson, Fobane, Guito, Hellen, Ivanoe